# Копривница (Словакия)
Копривница (словац. Koprivnica) — село и одноимённая община в округе Бардеёв Прешовского края Словакии. В письменных источниках начинает упоминаться с 1283 года.

## География
Село расположено на высоте 223 метров и занимает площадь 14,158 км².

## Население
| Год:                | 1994 | 2004    | 2014    | 2024    |
| ------------------- | ---- | ------- | ------- | ------- |
| Количество человек: | 675  | 689     | 685     | 663     |
| Разница:            |      | +2,07 % | −0,58 % | −3,21 % |

По данным последней официальной переписи 2011 года, численность населения Злате составляла 695 человек.